# Michael Utting
Michael Utting, né le 26 mai 1970 à Wellington, est un footballeur international néo-zélandais évoluant au poste de gardien de but.

## Carrière

### En club
- 1992 :  Miramar Rangers
- 1993 :  Sunshine George Cross
- 1993-1994 :  South Melbourne
- 1994-1996 :  Miramar Rangers
- 1997-1999 :  Wits University
- 1999-2000 :  Football Kingz
- 2000-2002 :  Supersport United
- 2002-2004 :  Football Kingz
- 2004-2005 :  Waikato FC
- 2005-2006 :  YoungHeart Manawatu
- 2006-2007 :  Waitakere United
- 2007-2008 :  YoungHeart Manawatu

### En équipe nationale
- 14 sélections (0 but) avec l'équipe de Nouvelle-Zélande de football.
- Il a disputé les Coupe des confédérations 1999 et Coupe des confédérations 2003 avec l'équipe de Nouvelle-Zélande de football.